# Стоилов, Георгий (архитектор)
Георгий Владимиров Стоилов (03.04.1929-14.12.2022) — болгарский архитектор и государственный деятель, председатель Союза архитекторов Болгарии (1979—1991), мэр Софии (1967—1971), министр архитектуры и строительства Болгарии (1971—1973), член ЦК БКП (1971—1990).

## Биография
Родился 3 апреля 1929 года в селе Кондофрей Радомирского района. Член Болгарской коммунистической партии с 1949 г.
В 1944 г. воевал с фашистами в составе Радомирского партизанского отряда.
Окончил Вторую мужскую гимназию и Московский архитектурный институт (1954).
Работал архитектором-проектировщиком в «Главпроекте». В 1964—1965 гг. прошёл стажировку по городскому планированию в Париже.
По его проектам построены:
- гостиница «Рила», гостиничный комплекс «Орбита» (София);
- на берегу Черного моря: международный молодежный лагерь, гостиницы «Интернационал», «Эмона», «Рубин» и «Акация»;
- Национальный центр управления воздушным движением, жилой комплекс в Дубне (Россия).

Автор архитектурных и скульптурных памятников, в том числе мемориалов «Бузлуджа», «Беклемето» и пантеона «Гургулят».
С 1967 по 1971 год мэр города Софии. В 1971—1973 гг. — министр архитектуры и строительства Болгарии.
С 1971 по 1990 год член ЦК БКП, в 1973—1979 гг. заведующий отделом строительства и архитектуры ЦК БКП. Депутат Народного собрания Болгарии (1966-1990).
Был одним из основателей Союза архитекторов Болгарии и несколько раз избирался его президентом (1979-1991). В 1985—1987 гг. президент Международного союза архитекторов. С 1987 по 2018 год президент Международной академии архитектуры.
Автор книг, учебников и статей по актуальным вопросам болгарской и мировой архитектуры.
Почётный член Российской академии художеств (30.11.1995). Иностранный член РААСН. Почетный гражданин Софии (2004).
Народный архитектор Болгарии. Герой Социалистического Труда НРБ. Награжден орденом «Стара Планина» 1-й степени «за особо большие заслуги в области архитектуры» (2010), орденом Георгия Димитрова.
Лауреат Димитровской премии.